# Verdammt wir leben noch
Verdammt wir leben noch (Verdomd, we leven nog) is het tweede postume album van de Oostenrijkse muzikant Falco.

## Geschiedenis
Het album bestaat uit eerder gemaakte maar geschrapte tracks, waaronder Krise, dat, ondanks dat het nooit is afgemaakt, een experimenteel lied is dat Falco in 1997, enkele maanden voor zijn overlijden, maakte.

## Nummers
1. Verdammt wir leben noch  (Falco, Thomas Lang, Thomas Rabitsch) - 5:14
2. Die Königin von Eschnapur (Falco, Thomas Lang, Thomas Rabitsch) - 4:29
3. Qué pasa hombre? (Falco, Gunther Mende, Candy DeRouge) - 4:14
4. Europa (Falco, Thomas Lang, Thomas Rabitsch) - 5:07
5. Fascinating man (Falco, Rob Bolland, Ferdi Bolland) - 4:00
6. Poison (Falco, Gunther Mende, Candy DeRouge) - 4:22
7. Ecce machina (Thomas Lang) - 5:31
8. We live for the night (Falco, Rob Bolland, Ferdi Bolland) - 3:52
9. Krise (Falco, Thomas Lang, Thomas Rabitsch) - 3:54
10. From the north to the south (Falco, Rob Bolland, Ferdi Bolland) - 3:11
11. Der Kommissar (Club 69 remix) (Falco, Robert Ponger) - 3:41
12. Verdammt wir leben noch (remix) - 4:26